# Cèl·lula de Ferrel

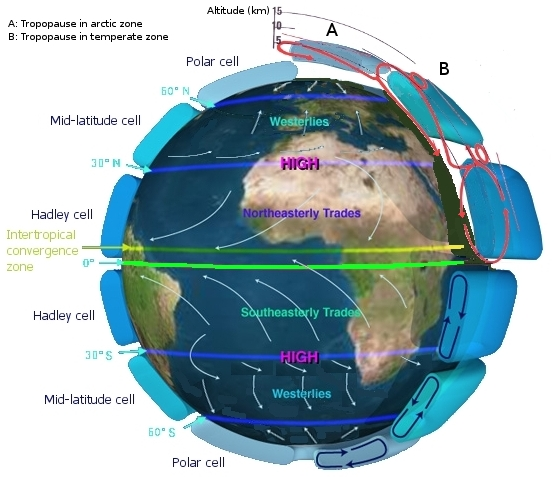
Diagrama de la circulació general de l'atmosfera de la circulació de Hadley entre les àrees seleccionades de l'equatorial i les subtropicals (0-30), l'amplada mitjana de la cèl·lula de Ferrel i les cèl·lules polars

La cèl·lula de Ferrel és un element de la circulació atmosfèrica de la Terra en la zona temperada; es troba aproximadament entre els 30 i 65 graus de latitud nord i els 30 i 65 graus de latitud sud i la limita la dorsal subtropical amb el front equatorial i polar. La cèl·lula de Ferrel es considera un element de circulació secundària i depèn totalment de la cèl·lula de Hadley i la cèl·lula polar. La teoria de l'existència d'aquesta cèl·lula fou desenvolupada pel meteoròleg nord-americà William Ferrel el 1856.
De fet, les cèl·lules Ferrel roden entre la cèl·lula de Hadley i la cèl·lula polar, per la qual cosa a vegades es diu zona de barreja. A la frontera circumpolar, la cèl·lula de Ferrel es pot superposar a la cèl·lula polar, i l'equatorial amb la cèl·lula de Hadley. Els vents predominants a prop de la superfície que corresponen a la cèl·lula s'anomenen vents de l'oest. No obstant això, els efectes locals poden canviar fàcilment la cèl·lula: per exemple, l'anticicló de Sibèria canvia significativament al sud, de manera efectivament discontínua.
Mentre que la cèl·lula de Hadley i la cèl·lula polar són cèl·lules tancades, la cèl·lula de Ferrel no és necessàriament així, porta els vents de l'oest a latituds temperades on són tan regulars com els vents alisis o els vents de l'est de les regions polars, i depèn de les condicions locals. Encara que els vents de gran altitud són molt occidentals, els vents de prop de la superfície sovint i dramàticament poden canviar de direcció. L'absència de moviment ràpid cap als pols a l'equador no permet que aquests vents s'accelerin. A conseqüència del pas d'un cicló o anticicló, pot canviar de direcció ràpidament, i en qüestió de dies pot bufar en direcció est o oest.
La situació de la cèl·lula depèn en gran manera de la ubicació del seu corresponent corrent en jet a gran altitud, que determina la ubicació de la franja dels ciclons de superfície. Tot i que el moviment general de l'aire a prop de la superfície es limiti a uns 30 i 65 graus de latitud nord i sud respectivament, el moviment invers d'altura d'aire és molt menys clar.